# Georges Darien
Georges Darien (nacido Georges Hippolyte Adrien, 6 de abril de 1862-19 de agosto de 1921, París) fue un escritor francés.

## Vida
Darien nace en una familia profundamente religiosa. El 16 de marzo de 1881 se alista al ejército. Entre junio de 1883 y marzo de 1886 sirve en una unidad disciplinaria, Compagnie de fusiliers de discipline, en el Norte de África. Durante su estancia en la compañía permaneció cerca de un año en Gafsa, un campo de prisioneros situado en la ciudad del mismo nombre en Túnez. Basándose en esta experiencia, escribirá la novela Biribi discipline militaire (1890). 
Poco antes había publicado su primera novela, Bas les cœurs! (1890), que narra el impacto de la Guerra Franco-Prusiana y la Comuna de París en una provinciana familia burguesa. El libro inspiró una campaña por la reforma de los campos de prisioneros, que tuvo un éxito moderado. El campo de Gafsa continuaría abierto hasta 1920. La publicación de Les Pharisiens (1890), donde ataca con dureza a Édouard Drumont y a otros antisemitas, le granjeraría la amistad de Bernard Lazare. Entre 1893 y 1905, Darien viaja frecuentemente a otros países, especialmente Bélgica, Alemania e Inglaterra, residiendo durante largas temporadas en Londres. Allí conocería a su primera esposa, Suzanne Caroline Abresch, hija de padres alemanes, un año mayor con él. Se casarían en 1899. 
Colaboró con diferentes publicaciones anarquistas como L'Escarmouche, L'Ennemi du peuple y L'En dehors, está última en colaboración con Zo d'Axa. Participó en 1904 en el Congreso Antimilitarista que tuvo lugar en Ámsterdam, entre los meses de junio y julio. En 1906 y 1912 Georges Darien se presentaría a las elecciones legislativas como "candidato del Impuesto Único", inspirado por las ideas de Henry George. 
Admirado por Alfred Jarry, Alphonse Allais y años más tarde por André Breton, Darien sería redescubierto en 1955, años después de su muerte. Muere el 19 de agosto de 1921 en París. Su obra más importante es Le Voleur, publicada póstumamente y llevada a la gran pantalla por Louis Malle en 1967.

## Obras

### Novelas
- Bas les cœurs! (1889)
- Biribi, discipline militaire (1890)
- Les Pharisiens (1891)
- Le Voleur (1897)
- La Belle France (1898)
- L'Epaulette (1901)
- Gottlieb Krumm (1904)

### Teatro
- Les Chapons, junto a Lucien Descaves (1890)
- L'Ami de l'ordre (1898)
- Le Parvenu (1906)
- Le Pain du Bon Dieu (1907)
- La Viande à Feu (1907)
- La Faute Obligatoire (1907)
- Non! Elle n'est pas coupable ! (1909)
- Les Mots sur les murs (1910)
- Les Murs de Jéricho (1910)
- Les Galériennes (1910)

### Traducidas al castellano
- El ladrón. Mascarón, 1984.
- El ladrón. Octaedro, 2004.